# مسابقه آواز یوروویژن ۲۰۰۵
مسابقه آواز یوروویژن ۲۰۰۵ پنجاهمین مسابقه آواز یوروویژن که در کی‌یف, اوکراین برگزار شد. یونان با ترانه شماره یک من‌ از هلنا پاپارازیو اول شد، مالت دوم و رومانی سوم گردید.